# William Kellock Brown
William Kellock Brown (* 15. Dezember 1856 in Glasgow; † 20. Februar 1934 ebenda) war ein schottischer Bildhauer, der vor allem durch seine Bauplastiken und Denkmäler im späten viktorianischen und edwardianischen Glasgow bekannt wurde. Seine Werke prägen bis heute das Stadtbild Glasgows.

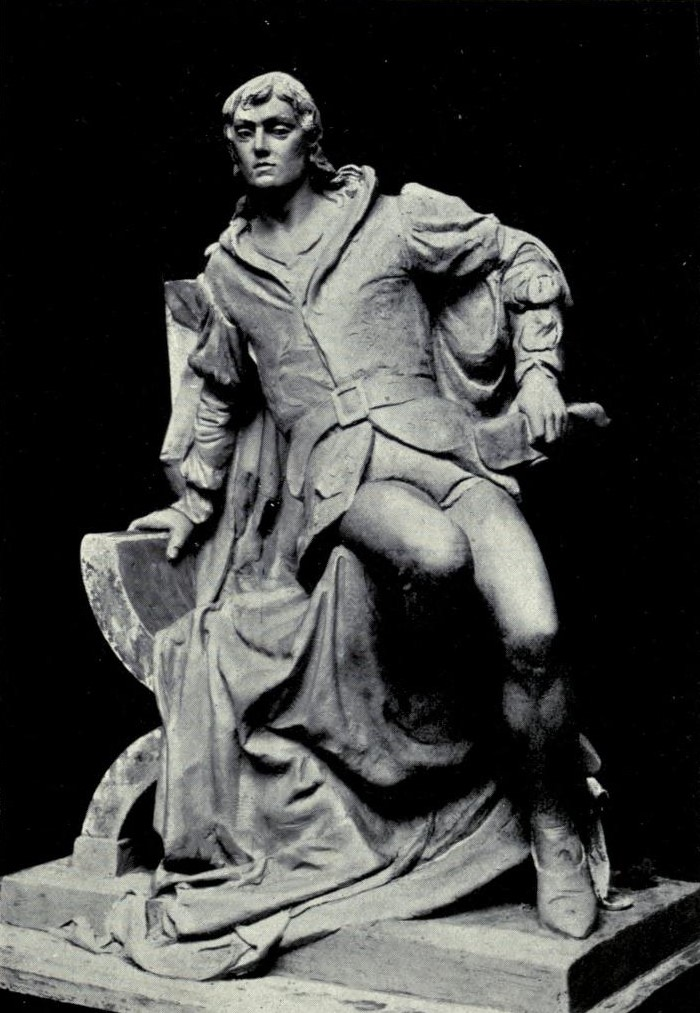
William Kellock Brown: Gringoire, a Balladmonger (Balladenerzähler), 1897

## Leben
William Brown wurde 1856 in Glasgow geboren. Um Verwechslungen mit anderen Künstlern gleichen Namens zu vermeiden, fügte er später den Mädchennamen seiner Mutter hinzu und nannte sich William Kellock Brown. Sein Vater war ursprünglich Kupferschmied in Edinburgh und zog um 1853 nach Glasgow, wo er Teilhaber der Kunstmetallwerkstatt Kenny & Brown wurde. William Kellock Brown begann seine Ausbildung 1867 an der Glasgow School of Art und setzte sie später am Royal College of Art in London bei Édouard Lantéri und an den Royal Academy Schools fort. Während seiner Zeit in London schuf er dekorative Balkone für das Savoy Hotel und stellte ein Werk in Liverpool aus. Im selben Jahr kehrt er nach Glasgow zurück und unterrichtet bis 1894 Modellieren an der Glasgow School of Art.
Ab 1892 war William Kellock Brown Mitglied der Art Workers Guild und stand in Verbindung mit der Scottish Society of Art Workers. 1898 wurde er von John Lavery zum Mitglied der Royal Society of British Sculptors ernannt. Er stellte regelmäßig in der Royal Academy, der Royal Scottish Academy und dem Royal Glasgow Institute of the Fine Arts aus. William Kellock Brown starb am 20. Februar 1934 in der Cambridge Street in Glasgow an einem Herzinfarkt.

## Werk

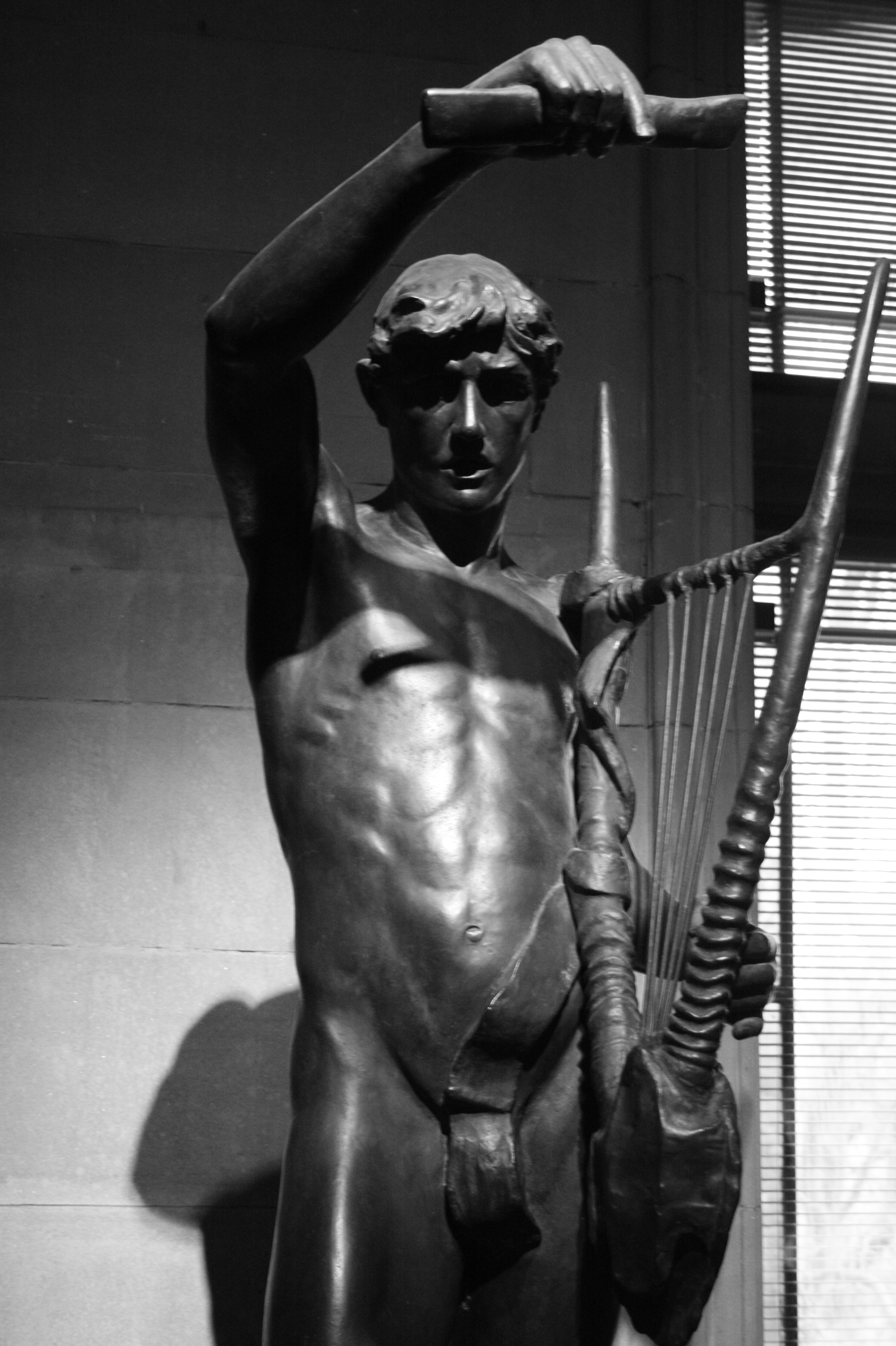
Melody von William Kellock Brown 1894, Kelvingrove Art Gallery and Museum

William Kellock Brown war bekannt für seine Bauplastiken, Porträtbüsten und Denkmäler. Zu seinen wichtigsten Werken zählen:
- Dekorative Balkone für das Savoy Hotel in London (1888)
- Figuren für das Athenaeum, Buchanan Street, Glasgow (1891–1893). Brown schuf monumentale Figuren für das von J.J. Burnet entworfene Gebäude
- Klassische Figuren für die Balustrade des People’s Palace, Glasgow (1893–1898)
- Außendekorationen für sechs Bibliotheken der Glasgow Corporation (1902–1906). Brown war verantwortlich für die Skulpturen in den Bibliotheken von Woodside, Govanhill, Bridgeton, Dennistoun, Hutchesontown und Parkhead.
- Denkmal für George Stewart Burns, Glasgow Cathedral (1896)
- Titanic Disaster Memorial, Glasgow (1912): Ein Denkmal für die Opfer der Titanic-Katastrophe im ehemaligen Institute of Engineers and Shipbuilders.
- Statue von David Livingstone, Blantyre (1913). Denkmal des berühmten Missionars und Entdeckers.
- Brown schuf mehrere Kriegsdenkmäler, unter anderem in Penpont (1920), Kilmaurs (1921), Alyth (1922), Inverary (1922), Largs (1922) und Johnstone (1924).

Charakteristisch für sein Werk ist die Verbindung von klassischem Stil und symbolträchtiger Bedeutung. Brown betätigte sich auch als Metallkünstler und stellte 1901 auf der Glasgow International Exhibition eine Schlossplatte aus getriebenem Silber aus.